# Chiesa di San Martino Vescovo (Sottomarina)
La chiesa di San Martino Vescovo di Sottomarina, frazione di Chioggia è un luogo di culto formato da due edifici, uno settecentesco l'altro inaugurato ad inizio Novecento. Nell'ambito della diocesi di Chioggia, questa è la chiesa madre del vicariato di Sottomarina.

## Storia
La prima chiesa di Sottomarina venne edificata nel XII secolo. Questo edificio però fu distrutto nel 1379 dai genovesi durante la Guerra di Chioggia. 
Da allora, la zona di Clodia Minor, antico nome di Sottomarina, rimase disabitata per l'interdizione del Senato Veneziano, il quale dopo il conflitto contro Genova aveva vietato di costruire qualsiasi edificio al di fuori della mura cittadine. L'esule popolo scampato al conflitto si dovette trasferire nelle zone meridionali della città di Chioggia ed eresse un proprio luogo di culto dedicato ai santi che già erano venerati sul lido di Marina, Martino, Matteo apostolo e Antonio abate. Attualmente tale edificio è chiamato Tempietto di San Martino. 
Solo nel 1712, con il casuale ritrovamento delle rovine della chiesa del XII secolo durante il lavoro degli orti, crebbe la consapevolezza e il desiderio di ricostruire l'antica chiesa, che venne aperta al culto il 3 agosto 1715 e consacrata il 28 luglio 1801 dal vescovo di Chioggia Stefano Domenico Sceriman. Fu eretta a parrocchiale nel 1811 (secondo altre fonti nel 1809).
Verso la metà dell'Ottocento, questa chiesa era ormai divenuta insufficiente per la crescente popolazione di Sottomarina e quindi si decise di edificarne una più capiente. La prima pietra dell'attuale tempio fu posta l'8 dicembre 1859 dal vescovo Jacopo De Foretti, ma dopo poco tempo, i lavori si interruppero; vennero ripresi nel 1898, per essere terminati nel 1900.
Negli anni successivi fu completato l'interno della chiesa, la cui consacrazione venne impartita il 10 novembre 1950 per mano del vescovo Giacinto Giovanni Ambrosi.
Infine, tra il 1997 ed il 2000 l'edificio fu completamente restaurato.

## Descrizione

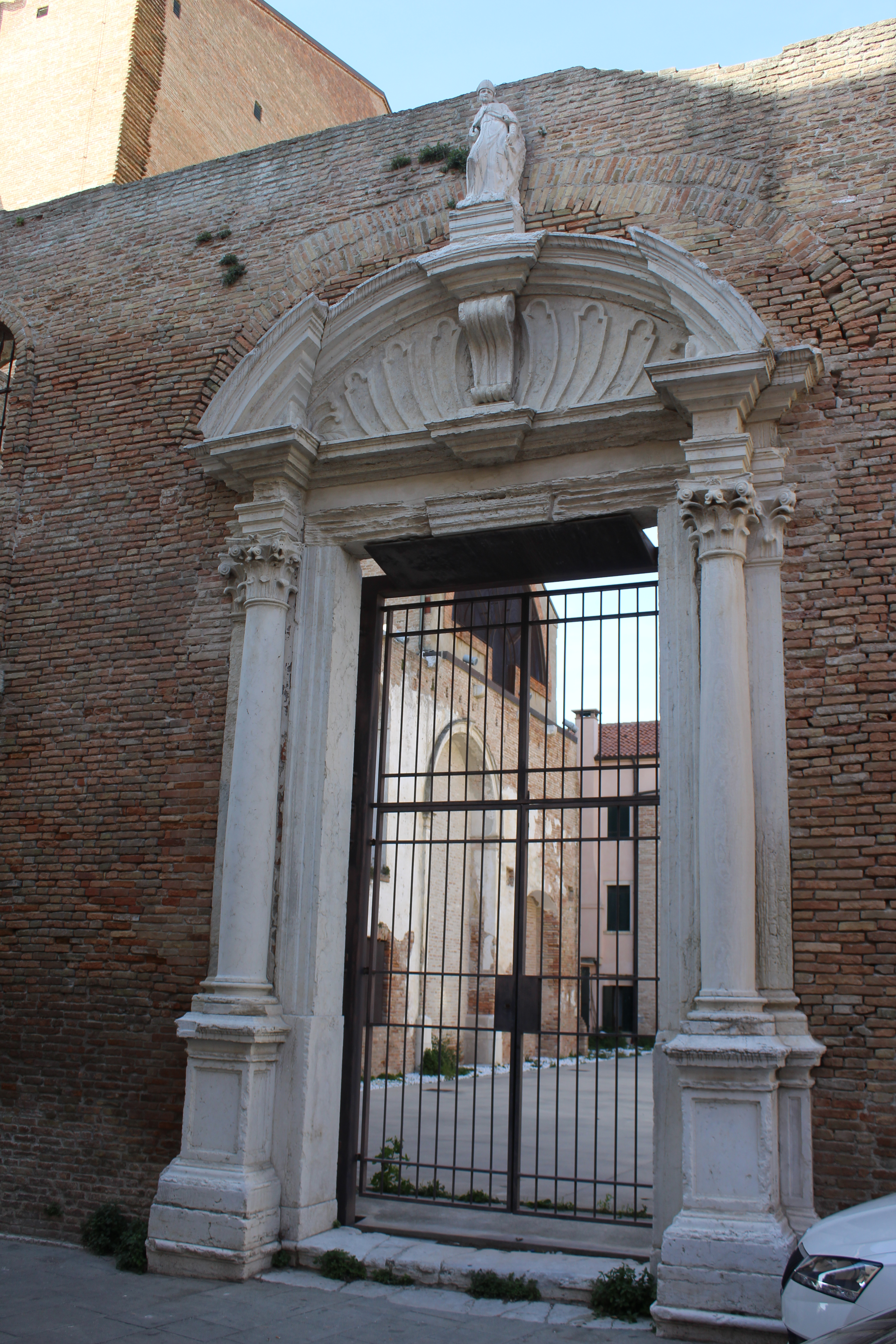
Ingresso della Chiesa settecentesca di San Martino

La chiesa settecentesca ha orientamento nord-sud e non possiede più il soffitto dal 1944; è usata dal patronato locale come luogo d'aggregazione. Buona parte dei suoi arredi sono stati trasferiti nella nuova chiesa.
Durante i lavori di restauro conclusisi nel 2009, si scoprirono le fondamenta del tempio del XII secolo che era orientato sull’asse est-ovest.
Degno di nota è il portale d'ingresso cimato dalla statua di San Martino.

### Esterno Nuova Chiesa
La facciata in stile neoclassico è sormontata da un timpano triangolare, retto da quattro 4 colonne ioniche di ordine gigante. Le pareti laterali sono sorrette da dieci contrafforti.

#### Campanile
Il campanile alto 27 metri, viene costruito attorno al 1730. Dal 1865 tale torre ospita nella facciata ad occidente il quadrante di un orologio, il quale proviene dalla torretta minore del municipio di Chioggia; il meccanismo dell'orologio, sostituito in epoca recente da uno elettrico, è attualmente conservato al piano terra del museo verticale della Torre di Sant'Andrea. La struttura fino al 1913 aveva una copertura a cupola che venne però demolita e resa spiovente a seguito di un fulmine. Nella cella campanaria sono ospitati quattro bronzi concertanti in Fa diesis maggiore.

### Interno
L'interno della chiesa, a pianta rettangolare, misura 28 metri di larghezza, 42 di lunghezza e 30 di altezza.

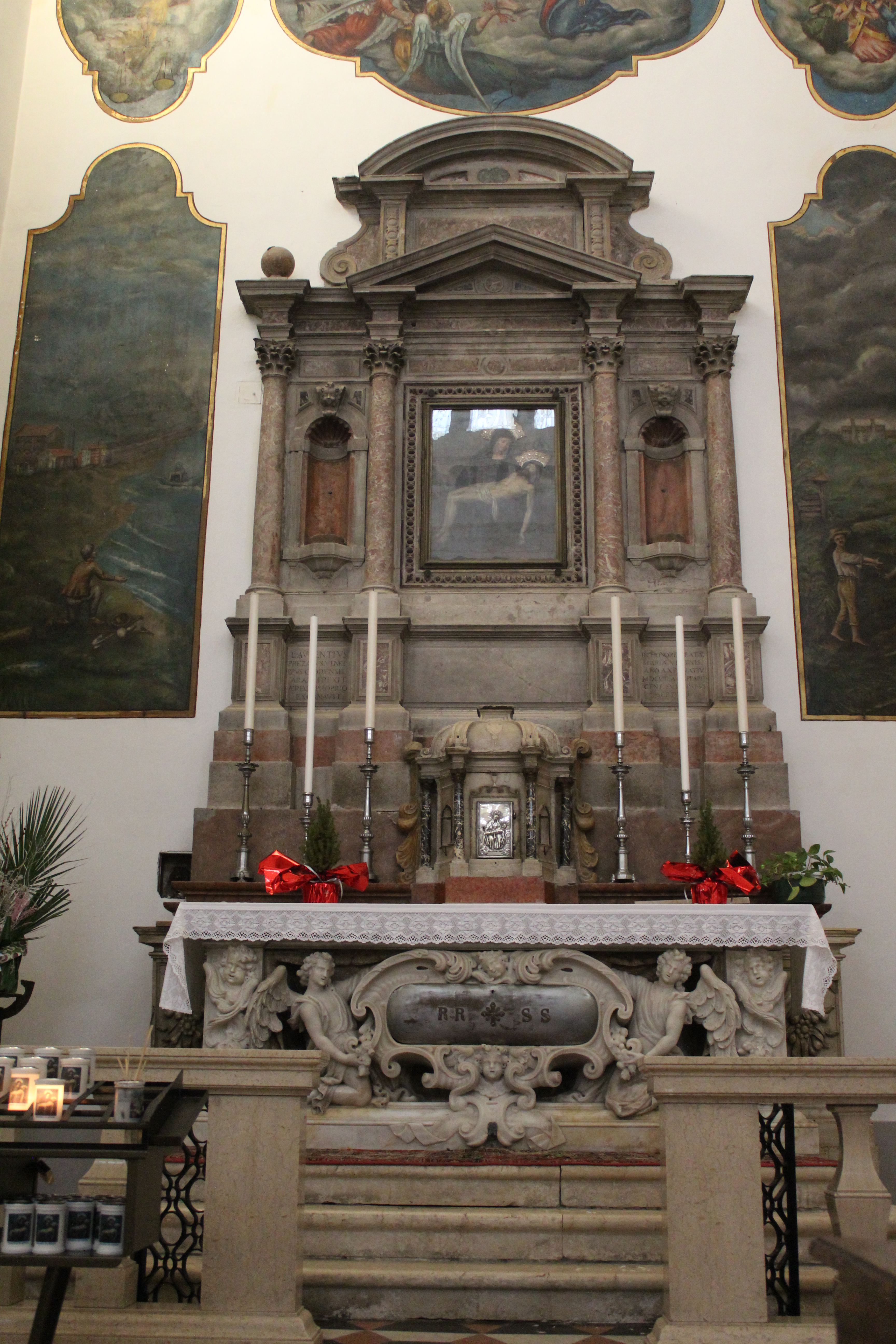
Altare della Madonna di Marina. Ai lati dell'icona sono presenti due inscrizioni che ricordano Lorenzo Prezzato vescovo di Chioggia che fece erigere quest'altare nel 1608.

È dotata di diversi altari, quasi tutti provenienti dalla chiesa settecentesca, così disposti in senso antiorario:
- Altare di San Isidoro, patrono degli ortolani, decorato da uno statua lignea del santo del 1958 e da una pala, dipinta da A. Robertelli nel 1911, raffigurante S. Giovanni Battista e S. Francesco d'Assisi;
- Altare della Madonna Di Marina; l'altare è del 1608, proviene del Santuario Beata Vergine della Navicella, trasferito nella chiesa settecentesca di San Martino nel 1809, dal momento che il santuario venne trasformato in caserma dai dominatori austriaci. Al centro dell'altare è presente una tela realizzata da Teodoro Matteini copia dell'icona cinquecentesca raffigurante la Madonna di Marina. La parte inferiore è in marmo di Carrara col bassorilievo di due angeli genuflessi che reggono la custodia dello "zocco" dove nel 1508 si sedette la Madonna. Tela e zocco vennero trasferiti nell'Ottocento da questa chiesa alla Basilica Minore di San Giacomo a Chioggia dove tuttora sono conservati.;[8]
- Altare del Santissimo Sacramento; il tabernacolo, che in origine faceva parte dell'altar maggiore, è formato da marmi policromi con colonnine in stile ionico, che reggono una cupola sormontata da una croce su sfera. Il fondale decorato da Luigi Tomaz nel 1968, raffigura il mistero eucaristico, in alto è presente l'iscrizione O SALUTARIS HOSTIA, tale opera è stata commissionata dalla famiglia di Boscolo Vittorio Anzoletti, disperso in Russia durante la seconda guerra mondiale;
- Altar Maggiore con coro dell'arch. Giovanni Dal Gesso, il tutto realizzato nel 1976 in seguito all’adeguamento liturgico;
- Altare di San Martino. In origine qui veniva venerato il grande crocefisso che ora pende in fondo al coro, a ricordare ciò sono le ossa con teschio presenti sulla base dell'altare. Ora sopra un drappo rosso è appeso il dipinto del XVIII secolo raffigurante San Martino Vescovo;[9]
- Altare di Sant'Anna con pala del 1905 di G. Ponga, unico altare a non provenire dalla chiesa settecentesca, ma creato appositamente per questo tempio;
- Altare di San Antonio da Padova, con statua lignea ottocentesca del santo.[10]

#### Organo a canne
Sulla cantoria sopra il portale d'ingresso, in controfacciata, è collocato il corpo fonico dell'organo a canne, costruito dai Fratelli Ruffatti nel 1948 e dagli stessi elettrificato negli anni 1960. Originariamente a trasmissione pneumatica e oggi elettrica, dispone di 21 registri per un totale di 1170 canne. Il prospetto è costituito da canne di principale disposte in cinque cuspidi raccordate fra di loro tramite ali; la cassa lignea è limitata anteriormente al basamento della mostra. La consolle è situata a pavimento nell'aula, a lato del presbiterio.

#### Cappella invernale
La cappella invernale, ricavata nell'ex presbiterio della chiesa settecentesca, si trova ora inglobata nell’edificio della casa canonica. Qui si conserva la lapide della consacrazione della chiesa settecentesca avvenuta nel 1801.
Di particolare rilievo le due vetrate in vetro colorato, realizzate G. Boscolo su disegno di Renzo Nordio.